# Margit Schmutzer
Margit Schmutzer (3 de enero de 1956) es una deportista austríaca que compitió en judo. Ganó tres medallas en el Campeonato Europeo de Judo entre los años 1977 y 1979.

## Palmarés internacional
| Campeonato Europeo | Campeonato Europeo      | Campeonato Europeo | Campeonato Europeo |
| Año                | Lugar                   | Medalla            | Categoría          |
| ------------------ | ----------------------- | ------------------ | ------------------ |
| 1977               | Arlon (Bélgica)         | Medalla de plata   | +72 kg             |
| 1978               | Colonia (RFA)           | Medalla de plata   | +72 kg             |
| 1979               | Kerkrade (Países Bajos) | Medalla de bronce  | +72 kg             |